# Alexandre Kazbeghi
Alexandre Kazbeghi (în gruzină: ალექსანდრე ყაზბეგი, Alek'sandre Qazbegi), cunoscut și sub numele Aleksandre Chopikashvili (dar și ca Alexandre Močhubaridze), (n. 20 ianuarie 1848 - d. 22 decembrie 1893) a fost dramaturg, jurnalist, poet clasic și scriitor georgian.

## Biografie
Kazbeghi s-a născut în orășelul de munte și de graniță, Stepantsminda, situat într-un crater al Munților Caucaz, ca unicul fiu (Alexandre Chopikachvili) al lui Mihail Chopikachvili și Elisabeth Tarchnischvili.

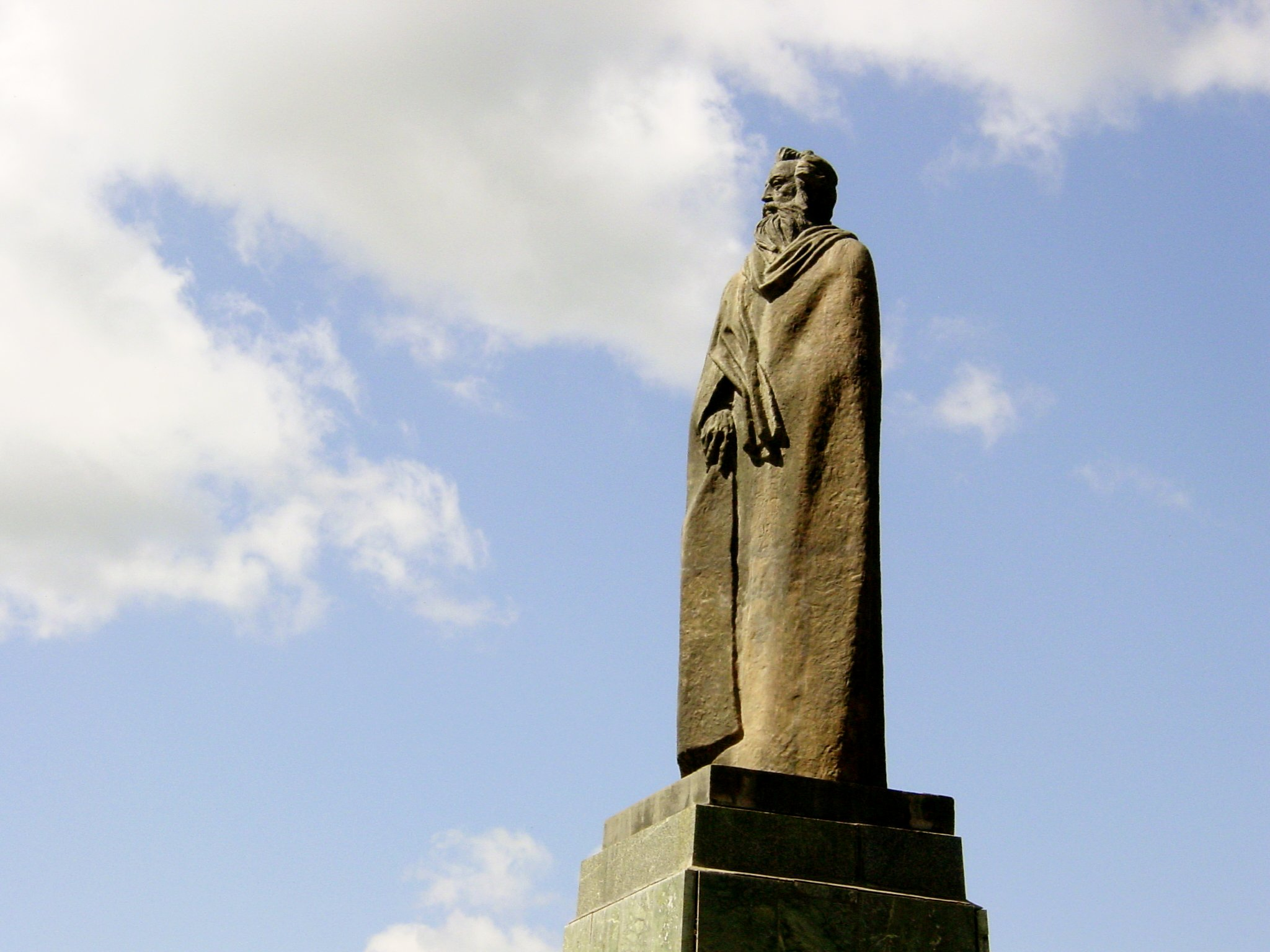
Statuia lui Alexandre Kazbeghi din localitatea sa natală, Stephantsminda, Georgia

Prin bunicul patern al tatălui său a fost strănepotul lui Kazibek (sau Kazbek) Chopikashvili, un magnat feudal local, magnatul local al orașelului Kazbegui, sau Kazbegi, (acum redenumit Stepantsminda), șef al clanului omonim din Kazbegui, originar din Khevi, care era responsabil cu colectarea taxelor pe drumul militar georgian din secolul al XVIII-lea. Alexander Chopikachvili, cunoscut ca Alexandre Kazbeghi, are, așadar, origini aristocratice.
Alexander Kazbegi a studiat la Tbilisi, Sankt Petersburg și Moscova, dar, la întoarcerea acasă, a decis să devină păstor pentru a experimenta viața localnicilor. Mai târziu a lucrat ca jurnalist, apoi a devenit romancier și dramaturg. În viața sa mai târzie, a suferit de nebunie. După moartea sa la Tbilisi, sicriul său a fost transportat peste pasul Jvari până în orașul său natal  , care îi păstrează și casa copilăriei ca muzeu în onoarea sa.
După ce a studiat la Tiflis (unde a învățat rusă și franceză), a plecat la Sankt Petersburg apoi la Moscova. Era atunci unul dintre cei supranumiți „tergdaleuli,” adică era dintre „cei care au băut apa Terekului.” Într-adevăr, georgienii au dat această poreclă celor care au plecat la studii în Rusia, pentru că trebuiau să treacă râul cu acel nume..

## Operă literară
A scris drame, romane și nuvele romantice cu puternice conflicte sociale, având ca mediu lumea muntenilor caucazieni.
Cele mai valoroase scrieri ale sale sunt romanele Patricidul ("Elgudža", 1883) și Elisso (1882).
A mai scris și versuri idilice în manieră clasică.

### Lucrări și comentarii

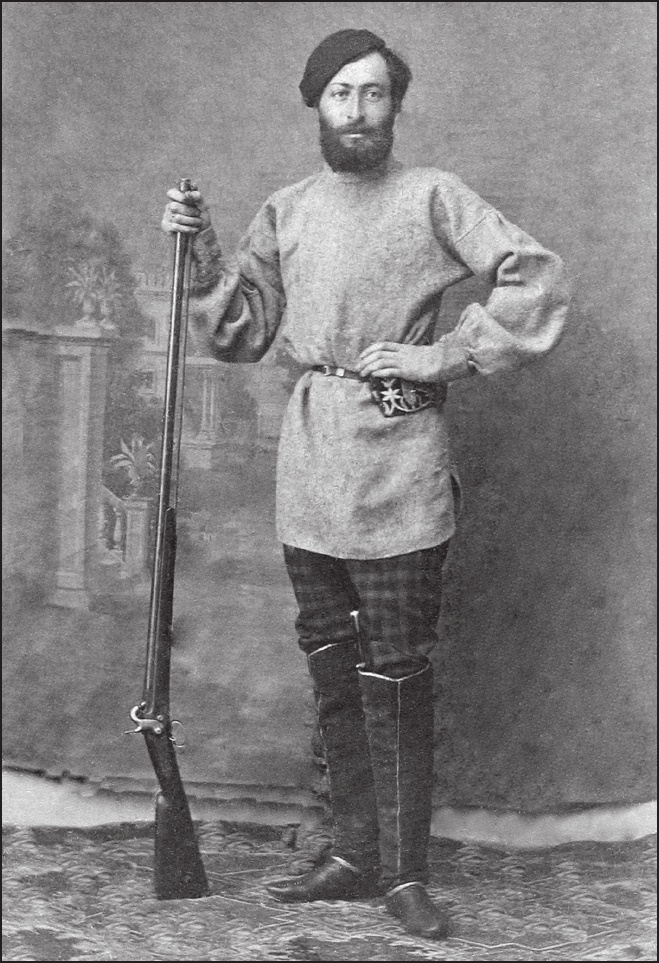
Kazbeghi – actor.

Cele mai cunoscute lucrări ale lui Aleksandre Kazbeghi sunt,
- Elguja
- Zizka (1880)
- Eliso (1882)
- Parricidul (1883)
- Khevisberi Gocha (1884)

Cea mai faimoasă lucrare a sa rămâne ultimul său roman, Parricidul (în georgiană, მამის მკვლლელი), dedicat povestirii vieții  rebelului caucazian, Koba, un fel de versiune georgiană a lui Robin Hood, apărător al săracilor. Violentă și disprețuitoare față de autorități, cartea se învârte și în jurul sfârșitului răzbunării și a luptei poporului georgian pentru independență.
Romanul, precum o epopee, și personajul său pricipal, Koba, a fost o sursă de „inspirație” pentru interlopul georgian Josef Djugașvili, mai bine cunoscut sub numele de Stalin, liderul tiranic și criminal al Uniunii Sovietice, de la moartea lui Lenin (din 1924) până la moartea sa (din 1953). Într-adevăr, acesta a fost numit cu pseudonimul Koba, în timpul primelor sale activități revoluționare.

## Omagieri
Casa natală a scriitorului Alexandre Kazbeghi, din localitatea sa de origine, Stepantsminda, a devenit muzeu memorial. Proiectata restaurare a Muzeului Alexander Kazbegi din localitatea sa natală, Stepantsminda, este agreată și susținută de World Bank.
O stradă din capitala Georgiei, Tbilisi, îi poartă acum numele.